# TOUGH外伝 龍を継ぐ男
『TOUGH外伝 龍を継ぐ男』（タフがいでん りゅうをつぐおとこ）は、猿渡哲也による日本の漫画。『週刊プレイボーイ』（集英社）2016年1・2合併号から2025年27号まで連載された。2017年3月時点で前々作『高校鉄拳伝タフ』、前作『TOUGH』、本作を合わせたシリーズ累計発行部数は1000万部を突破している。
『高校鉄拳伝タフ』『TOUGH』の外伝・続編で、『TOUGH』最終回から10年以上後の時代（2017年とされる）を舞台に、灘神影流に入門した鬼龍の息子・龍星の戦いを描く。
単行本ではタイトルから「外伝」が外され、『TOUGH 龍を継ぐ男』として刊行されている。

## あらすじ
名門長岡家の次男・長岡龍星は、母が亡くなると同時に居場所のない長岡家を飛び出し、実の父親である伝説の格闘家・鬼龍を探す旅に出る。その途中、鬼龍の双子の弟である灘神影流継承者・宮沢静虎と出会い、その人間性に惹かれ弟子入り。灘の門弟となった龍星の「龍の血」に惹かれるように、数々の強敵が襲いかかる。
父・静虎のような高潔な武道家を目指していた宮沢熹一は、まるで伯父・鬼龍のように情け容赦のない人物へと変貌していた。別人のように人間性が変化した背景には、鬼龍の身勝手な謀略に巻き込まれた末に彼をその手にかけてしまった壮絶な過去があった。鬼龍殺害から10年の時を経て、熹一は格闘大会『血の謝肉祭』を開催、龍星をはじめ熹一に関わる数々の格闘家が強制的に招待され戦いに巻き込まれる。

## 登場人物

### 鬼龍の子たち[3]。
長岡 龍星（ながおか りゅうせい）
本作の主人公で、鬼龍の息子のひとり。6月生まれ。東京大学理科三類の入学試験に首席で合格する明晰な頭脳と、18歳にして本山流体術を極めるほどの武術の才能を誇る。性格はプライドが高く、向こう見ずで好戦的、慇懃無礼。
長岡家当主の後妻の連れ子として長岡家に入り、義父には見下され、血の繋がらない兄からも虐げられる生活を送っていた。高校卒業の時期に唯一の理解者だった母が亡くなると、東大入学を蹴って義兄を叩きのめし長岡家を出奔、実の父親である鬼龍を倒す旅に出発する。その途中、水木喜太郎の復讐に巻き込まれて静虎に救出され、傲慢な態度でボルキアに挑んだことで静虎から制裁を加えられた。これによって静虎の強さと人間性に惹かれ、灘神影流に入門する。
物語開始当初はやや長い髪型だったが、二度目の姫次戦を前に坊主頭になり、またその姫次によって顔に傷痕をつけられている。静虎を尊敬する一方で静虎の息子・宮沢熹一のことも目標としていた。やがて暗黒武闘会で熹一と邂逅、手も足も出ないまま圧倒的な実力差を見せつけられ脱糞、リベンジを強く誓った。
『血の謝肉祭』の戦いにおいて、G-28に左目を抉り取られ以降隻眼となっている。一時期闇落ちし鬼龍に師事するがG-28に再度敗北。直後にバースト・ハートで人事不省となり、28号の心臓を移植される。この後改心し灘に復帰、鬼龍との関係も清算し「決してあなたのような汚い大人にはなりたくない」と吐き捨てる。アメリカ軍やドラゴン・ラッシュの野蛮人との闘いを勝ち抜き、悪魔王子と邂逅する。
小倉 優希（おぐら ゆうき）
静虎の身の回りの世話をしている若い女性。静虎を「オジさん」と呼び、龍星のことも見守っている。鬼龍の子供のひとりで、母親が蒸発したため幼少期は施設で暮らしていた。龍星がダンプ松木を倒した後にバースト・ハートによる発作を起こし、静虎と龍星の手当てによって命を長らえた。
宮沢一族が米国との団体戦に勝利したことで、心臓手術を受けるため米国へ旅立った。その後、手術は無事成功したことがスタンプの口から語られている。
鬼塚 姫次（おにづか ひめじ）
熹一の弟子で、鬼龍の息子のひとり。刃物のように鋭い貫手「肉切包丁（ブッチャーナイフ）」を得意とする。全身に刺青を入れてピアスを多くつけた風貌をしており、殺人を厭わない残忍な人間性から、静虎に「超危険生物」と呼ばれている。龍星と同い年で生まれた月が少し遅い（8月生まれ）。好戦的な性格の一方で、その誇り高さ故に弱みを表に出さないようにしている。
9歳の時、自分たちに性的な悪戯をしていた顔見知りの青年を刺殺、その凶行を恐れた母親に捨てられた。医療少年院を退院後は熹一に引き取られ、灘・真・神影流を教えられて育ってきた。熹一はその過去を鑑みて、真・神影流の防御技術と殺傷力の高い貫手のみを敢えて教え込んでいた。
熹一から破門された後、鬼龍を殺すため居場所の情報を求めてボルキアに戦いを挑み、この直後に龍星を襲撃。静虎の介入で止められた後、1か月の特訓を積んだ龍星と六本木ヒルズ屋上のヘリポートで改めて激突。龍星が不完全ながら偶然に体得した灘神影流奥義「破心掌」を繰り返し受けて敗れ、心臓が停止するも危ういところを静虎に救われた。この後龍星と交友を結び、鬼龍の仇討ちと称して熹一に戦いを挑んだが、心臓の急所に貫手を受けて敗れた。
関根"アニマル"勇信（せきね ゆうしん）
鬼龍の息子のひとりを名乗る男。アニマルの異名を持つプロの用心棒。静虎より体格が大きく、全身に傷痕が刻まれている。非常に粗野・粗暴な性格で知的な面は少ない。年齢は優希の5歳上。
鬼龍の遺産を強奪すべく10年前、5年前と二度熹一に挑んで二度惨敗、三度目こそ確実に勝つべく関係者から熹一の情報を集め、話を聞き出し終えた黒田と清丸を不意打ちで一方的に殴り倒したが、静虎には簡単にあしらわれ敗北する。それから静虎の紹介で、隠遁生活を送っていた尊鷹のもとへ龍星と共に修業に送られ、帰って来た後で『血の謝肉祭』へ参加、龍星と対戦し関節技で膝を壊され敗れた。その様子を見て熹一は、アニマルは自らを鬼龍の子と詐称していただけだと述べている。
「子供」の大半が鬼龍に対し嫌悪や承認欲求と言った感情を向ける一方、遺産のみに固執する彼は異質な存在であった。
エドガード・C・ガルシア
高校鉄拳伝タフに登場した鬼龍の息子のひとり。その正体はかつてアメリカ軍が極秘計画によって誕生した人間兵器で、鬼龍の遺伝子で製造された出自である（鬼龍は認知を拒否している）。総合格闘技大会『T・D・K』決勝で高校時代の熹一と対戦しKO勝ちするも、熹一が放った蠢蟹掌の二度撃ちによるダメージで試合後にこの世を去った。他の兄弟と同じくバースト・ハートを抱えており、それが死因のひとつになったと言われる。
マーシオ“ジェット”内藤
TOUGHに登場したガルシアと同じく鬼龍の息子のひとり。ただしガルシアと違い自身の息子として認知しており実力も認められている。ハイパーバトル決勝にて熹一と対決し敗北。その後、鬼龍をかばい銃弾を浴びて死亡する。
ジェットもまた鬼龍同様「バースト・ハート」を患っており喜一との戦いの際にはすでに心臓は悲鳴をあげていた。その上で喜一相手に一時は圧倒しており、喜一を以てしてもジェットの体調が万全だったら一発でKOしていたかもしれない、もう二度と後にも先にも闘いたくないと思ったのはジェットだけだと龍星に語っている。
G-28
『M（マリア）の代行』計画によって製造されたガルシアのクローン30体のうち、唯一生き残りガルシアの名前を継いだ『G(ガルシア)28号』。左の額にバーコードと左胸に28という文字が刻まれており、オリジナルと違い言葉を全く発さない。その戦闘力はオリジナルを遥かに凌ぎ、ローキックの一撃で尊鷹の左脚を開放骨折、追撃で切断するという恐るべき破壊力を持つ。
『血の謝肉祭』最終戦で遂に熹一と激突。両者一進一退の攻防を続ける中、熹一の破心掌・菩薩拳、更には予選にて尊鷹が放った仰臥・塊蒐拳（ぎょうが・かいしゅけん）によって蓄積したダメージにより、遂にダウンした。戦後アメリカ軍に引き渡され臓器を奪われたため脱走。宮沢家に身を寄せるがトダーに襲われ基地に連行される。最悪のコンディションで龍星と闘い、かろうじて勝利する。しかし鬼龍から認められることはなく自殺を申しつけられ、自ら首を折った。龍星に移植された彼の心臓は物語後半の重要なファクターになる。
悪魔王子
『M（マリア）の代行』計画によって製造されたクローン体は、バースト・ハートを持たない成功例であるG-28以外は殺処分されたが、唯一処分を免れたガルシア11号。「悪魔を超えた悪魔」鬼龍の息子という自負から、悪魔王子を名乗る。左の額のバーコードは十字状に削られている。あらゆる打撃を無効化するスリッピングアウェーと幻魔拳を得意技とする。
当初マフマドベコフに協力していたがキャプテン・マッスルに命じ抹殺。その後リカルドなどR国勢力に攻撃されるが、鬼龍を介しR国側に接近。スタンプ・ハウアーの手を逃れた後はR国に亡命し、ホワイト・ナイト・バトルに参戦する。龍星に敗北した直後、ボリスを銃撃からかばい意識不明に。心臓を奪う目的で大統領の息のかかった病院に収監された。
他の子たちが鬼龍を嫌悪、軽蔑する中唯一後継者になることに固執し、彼が龍を継ぐ男を名乗るシーンで物語は終幕する。
リカルド
鬼龍の息子のひとりとされる。母親は娼婦ではあるが、父親である鬼龍を敬愛しており、龍を継ぐ男の称号を得るために龍星に戦いを挑む。
その体はロシアの人体改造技術により強化されており、見た目によらず150kgという体重を持つため、悪魔王子の片足タックルでもビクともしない。龍星に敗北したことで鬼龍から見限られ、認知を拒否される。敗北後に龍星と和解したが、R国の命を受けた悪魔王子とボリスに襲撃される。

### 宮沢家
宮沢 鬼龍（みやざわ きりゅう）
龍星らの父親で、静虎の双子の兄。「蓋世不抜の超人」の異名をとる灘神影流の達人で、単身・素手で犯罪組織を壊滅させる超人的な強さと明晰な頭脳、極めて傲岸不遜で自己中心的な人間性のため、世界中の裏社会において悪魔的な存在として恐れられている。一方で見初めた女性には優しく、「自分の女に暴力を振るった」という理由だけでマフィアを壊滅に追いやったこともある。多くの女性と関係を持ったことから、龍星たちのような実子が世界中に存在する。
熹一が灘・真・神影流を創始した後は、「ドラゴン・ハウス」と名付けた国内の廃ビルを根城に目隠しバトルロイヤルなどを行う裏格闘技試合『暗黒武闘会』を主宰し、株や為替の取引で500億円もの個人資産を築いていた。やがて自分の老いを悟り、熹一に自らを殺させるために「龍の終活」と称した謀略を巡らせ、10年前に望み通り熹一と戦って敗れ、この世を去ったとされたが、血の謝肉祭編で生存していることが明らかになる。
今作では遺伝性心臓疾患「バースト・ハート」に罹患していることが明らかになり、龍星を始め実子の大半に遺伝している。
動物園のゴリラの展示スペースに落ちた少年を救助した際、無謀にもゴリラに戦いを挑むも敵わず左腕を折られる等重傷を負った。悪魔王子に助けられ応急処置を受けるが「幻魔拳を完成させ、自分を息子として認めてほしい」という申し出を一蹴するが、幻魔拳を受け敗北する。この際、加齢で弱体化したクズと愚弄される。
その後、幻魔拳などの技を悪魔王子にリークする等暗躍を続け、再び灘から離反。
R国のヴィクトル・グループとコネクションを築き、ホワイト・ナイト・バトルを観戦する。直後にヴィクトル・グループと関係が破綻し3度目の死を迎えたかに見えたが、悪魔王子と示し合わせた狂言であった。
宮沢 熹一（みやざわ きいち）
『高校鉄拳伝タフ』『TOUGH』の主人公。灘・真・神影流宗家、灘神影流15代当主。静虎の息子。神戸出身で関西弁を喋り、宮沢家の親族以外からは敵味方問わずキー坊のあだ名で呼ばれる。生まれた時から静虎に育てられてきたが、静虎との血のつながりはない。静虎は「現在知る格闘家の中で最も強い」「全盛期の鬼龍をも凌ぐ」と評し、尊鷹をして「生身の人間で熹一に勝てる者はいない」と言わしめる。劇中では、ドラゴン・ハウスで対峙した静虎をはじめ、ビッグ・ピッグやボリスら強敵をほぼ苦戦することなく撃破し悪魔王子とも互角に打ち合う等、その強さは健在である。
灘神影流と近親門派の幽玄真影流を統合した灘・真・神影流を創始し、幽玄の本拠地だった朧山に宗家道場を構えながら姫次を引き取って育てていた。10年前に経営難から真・神影流を潰して山を下り、鬼龍の謀略に巻き込まれて鬼龍を殺害してしまった後は「強さの追求に善悪は問わない」とかつての鬼龍のような性格となり、対戦した格闘家を後遺症が残るほど一方的に叩きのめすことも厭わなくなった。短く刈り込んでいた頭髪は長く伸ばし、人相も大きく変わっている。
鬼龍の死後、遺産を全て受け継ぎ、形見のコートを常に身に着け、鬼龍の拠点だったドラゴン・ハウスに住んで暗黒武闘会の運営も引き継いだが、500億円の資産は手つかずのまま残しているという。
G-28を巡る騒動が一段落して以降は、優希の手で以前の短髪に戻り、以前の快活且つ飄々とした性格に戻っている。
宮沢 静虎（みやざわ せいこ）
灘神影流14代当主。鬼龍の双子の弟で、熹一の養父にして龍星達の叔父。港湾地区の倉庫を改造した道場に住み、インストラクターや整体師として生活を送っている。折り目正しい実直な性格で、武道家としての実力は非常に高い。大柄な体格で常に背広を身に着け、前髪の一部を白く染めている。
鬼龍を呼び出すべく龍星を拉致した水木喜太郎のもとに殴り込んで瞬く間に制圧し、ボルキアを見くびり喧嘩を売った龍星に制裁を加え、道場へと連れて帰った。以来龍星を弟子に迎え灘神影流を教授している。生前の龍星の母とは顔見知りで、亡くなる直前に龍星のことを託されていた。
登場当初は標準語で喋っていたが、熹一と再会してからはかつてのように関西弁も交えるようになっている。
宮沢 尊鷹（みやざわ そんおう）
鬼龍・静虎の兄。ふたりと同じく灘神影流の達人で、静虎に「自分より強い」と言わしめる。鬼龍を通じて『Mの代行』の存在を知ってしまったため、口封じのためアメリカ軍から命を狙われている。野生動物と心を通わせることができ、米軍が自分を狙っていることも全て動物たちを通じて察知していた。
血の謝肉祭予選にてG-28と戦い左脚を失う。その後、エリア52においてゴア博士が開発した筋電義肢を装着、新たにメカ・ファルコンフットとしてパワーアップした。
土竜 刃五郎（もぐら じんごろう）
尊鷹が姿を変えていた、 背むし男のような風貌の人物。静虎の紹介で山奥まで訪ねてきた龍星とアニマルに古武術の稽古をつけていた。米軍の暗殺チームから銃撃され命を落としたかに見えたが、灘神影流奥義「弾丸すべり」で急所への命中を回避、正体を現して撃退した。

### 旧作の登場人物
ギャルアッド・スワンパクティ
熹一の旧知のムエタイ選手。得意技は回し蹴りのように側頭部を狙う変則の膝蹴り「コブラ・ソード」。高校時代の熹一と対戦し勝利したことがある。
生前のガルシアと対戦し再起不能となっていたが、長いリハビリを経て復帰、ミャンマーでラウェイ選手として活躍していた。1年前に現地で熹一に復讐戦を挑まれ、熹一のコブラ・ソードを受けて失明してしまう。
後に日本に渡り、「レジェンド・M」のリングネームで暗黒武闘会に出場、不敗の王者として君臨していた。龍星の武闘会初出場試合で対戦し、死闘の末にコブラ・ソードを上回る「シン・コブラ」を受けて敗北。
実際は喜一はラウェイへ参加し続けるギャルアッドを止めてほしいと彼の妻から依頼されており復讐戦と称し視力を一時的に奪った。しかし逆効果で暗黒武闘会に参戦するようになる。龍星に敗北後、医務室で熹一の手により再び視力が戻りその後は戦いから退き喜一の援助によりムエタイのジムを開き後任の育成に当たっている。
木場 活一郎（きば かついちろう）
熹一と静虎のライバルだった伝説的プロレスラー・アイアン木場の息子。本業は格闘技プロデューサー。小学生の時に木場の紹介で、高校生だった熹一と出会っている。親譲りの頑強な肉体と格闘技の才能も持ち合わせ、また大人になってからも父親を尊敬しており、生前の父と暮らしていた屋敷で生活している。
本作の10年前、自身の主催する総合格闘技大会『ビースト・ブラッド・ウォーズ』（B・B・W）に熹一を出場させるため、熹一に挑発的な言動を繰り返した挙句に田代を自殺に追い込んだことが激しい怒りを買う。
B・B・W出場権のかかった黒田と熹一の戦いでは、熹一に不意打ちのジャーマンスープレックスを食らわせるも、ダメージを負いながら強烈な反撃を受け顎を割られ倒される。その後黒田の搬送先でさらに熹一に痛めつけられ、背後に鬼龍がいることを白状させられた。
そして10年後、熹一の『血の謝肉祭』開催に協力、龍星やアニマルを拉致し会場へと送り込んだ。
黒田 光秀（くろだ みつひで）
灘神影流の兄弟門派・灘心陽流の当主。熹一の高校時代からの旧友で、互いに「キー坊」「クロちゃん」と呼びあい、武道家と同時にインストラクターとしても活躍している。神戸出身で関西弁を喋る。
10年前、心陽流を離れ行方知れずとなった清丸を探すべく熹一をセコンドに携えて『B・B・W』に出場し、活一郎の策略により清丸と対戦させられ、活一郎の妨害でタオル投入が遅れたため急所に反則打を受けて意識不明の重体に陥った。静虎によるリハビリを経て10年後には元通りの生活を送れるようになっていたが、熹一の話を語って聞かせたアニマルから不意打ちを受けて倒される。
心陽流は一子相伝・門外不出の神影流と違って技を広く公開しており、静虎からディフェンス技術の高さを評価される一方で、鬼龍からは格闘技の体をなしていないなどと酷評されている。
ギルモア博士
米軍のクローンプロジェクトM計画に関わり、ガルシアを産み出した人物だったがマクマレン長官の指示で殺害され、海に沈められた。

### 格闘家
本山 昌（もとやま まさし）
本山流体術道場師範で、長岡家時代の龍星の武道の師。武道家・慈善活動家として高名で各国政府から表彰を受けているが、裏では家庭環境に問題のある少女を弱味につけこんで愛人にしている。旅立つ前の挨拶に訪れた龍星にその事実をなじられて挑みかかり、睾丸を潰され敗れた。
ボルキア
東南アジア人の殺し屋で、カリ・シラットとナイフ術の達人。本業はレストラン経営。鬼龍への復讐を目論む水木喜太郎に雇われ、鬼龍をおびき出すべく龍星を拉致するが、静虎の介入で復讐が取り止められたため龍星を解放し一件から手を引いた。その際に龍星から喧嘩を売られ対決したが、静虎に止められたため決着まで至っていない。その後鬼龍の行方を捜す姫次に戦いを挑まれ、「肉包丁」で頬の肉を削ぎ飛ばされ敗れた。
馮 文宝（マー・ウェンパオ）
中国人武術家にして異常性愛者。相手の内臓を破壊する遅効性の蹴り技「潜隠爆破脚」を得意とする少林拳の名手で、上海に道場を構えている。静虎の知人で宮沢一族と交流がある一方で、熹一と鬼龍を怨敵と憎んでいる。
かつて熹一に奥義を伝授したが、3年前に熹一が突如門弟を叩きのめしたことで宮沢一族を激しく憎むようになり、報復のため来日。道中、静虎の友人の元レスラーに爆破脚を食らわせ重傷を負わせた後、静虎の道場を訪れ龍星と対決する。戦いの中で急成長し爆破脚を会得した龍星と互角の勝負を演じるが、かつて熹一から受けた爆破脚の後遺症で突如倒れ、そのまま静虎の治療を受けて和解した。
裏では性犯罪を繰り返しているが共産党幹部の親戚に隠蔽されている。そのことを静虎に追求され逆上したが返り討ちに合う。
ダンプ松木（ダンプ まつき）
中年の巨漢プロレスラーで、暗黒武闘会の出場選手。交通事故の現場で龍星と一緒に救助に当たったことで、龍星と親しくなった。難病に苦しむ娘の治療費のため生活は困窮し、人に出会う度に金を無心している。
暗黒武闘会で龍星を殺せば治療費を工面すると熹一に持ちかけられ、目隠しをしない代わりに互いの手首を革製の紐で繋いで闘う「インディアン・ストラップ・デスマッチ」で龍星と対決。体格と試合経験の差で絞殺寸前まで追い詰めるも、灘神影流奥義「首斬り仏」で絞め落とされ敗北する。
かつては鬼龍の部下で、暗黒武闘会の門番だった10年前に熹一と鬼龍の対決に立ち会い、鬼龍の死も見届けたと語っている。
ヌオン・サリ
カンボジア武術・ボッカタオの達人。カンボジア人。10年前、活一郎からの賞金目当てで真・神影流道場に殴り込んで熹一に敗れ、活一郎のもとへ案内させられる。
我龍院 清丸（がりゅういん きよまる）
10年前の灘心陽流の門弟で、黒田の直弟子。熱心に心陽流を学び黒田からも可愛がられていたが、路上で暴漢に襲われていた女性を救おうとして返り討ちに遭い、バイセクシャルだった暴漢たちに強姦までされてしまったことで心陽流を離れ、「武術家狩り」に打ち込むようになる。
武術家狩りを繰り返したことを認められてB・B・Wへの出場が決定、活一郎の紹介で鬼龍に師事し技と心構えを教え込まれる。B・B・Wで黒田と対戦し、鬼龍に教えられた技で圧倒した後急所への反則打で勝利。直後に暗黒武闘会へ乗り込んできた熹一と対決するも、潜隠爆破脚で文字通り一蹴される。
10年後には黒田と同じく静虎の治療を受けて元通りの生活を送れるようになっていたが、黒田と同様に当時の話を語って聞かせたアニマルから不意打ちを受けて倒される。

### 米国関係者
マクマレン長官
米軍主導のM計画立ち上げからその実行に関わり、鬼龍やガルシア、キー坊とも浅からぬ縁を持った人物。ある人物の手によって廃人同然となる。
ブラック長官
マクマレン長官の後任の人物。
スヌーカ
フルネームはジム・スヌーカ。元アメリカ海兵隊員で軍曹。ネイティブ・アメリカンの血を引く格闘家にして狩人、合衆国エージェント。捕食者（プレデター）・キラーの異名を持ち、かつてG-28以外のガルシアのクローン3人（G-7,G-13,G-20）に勝利し殺害した男でもある。
ゴア博士
在日米軍秘密基地「エリア52」の所長であり科学者。手足を自作の義足義手に置き換えている。バースト･ハートで弱った鬼龍を愚弄し、逆上した鬼龍を返り討ちにする。しかし敗北は演技であり、発作を克服した鬼龍に制裁を受ける。トダーや尊鷹の義手は彼の発明である。
GKD
Gate Keeper Dragonの略。米軍が開発した最新型の軍事兵器。尊鷹と熹一を容易く拘束した。
戸田亜（トダー）
米軍が開発した最新GKD改良型の人型軍事兵器（ロボット）。時速100kmで走り3トンを超えるパンチを放つ。最新AIを搭載し、人語を発話することも可能。
悪魔王子登場後は、エリア52にゴア博士と共に再登場。熹一のスパーリングパートナーを務めた。熹一が関西弁を学習させた結果、語尾が全て「ヤンケ」となっている。
その後、エリア52に侵入したリカルドの打撃を受け付けない頑強さを見せるも、剥き出しのケーブル部を引き千切られ機能停止した。
D-51（デゴイチ）
米軍が開発した犬型ロボット。悪魔王子の不意打ちで首部を損傷した為、エリア52にて修復された。リカルド戦で龍星がダウンした際には、壁を突き破り乱入しリカルドの片腕を封じた。
ジョー・スペンサー
アメリカ政府高官（国防総省長官と国務長官と2種の記載がある）
かつて米国大統領（バラク･オバマがモデル）を暗殺しようとしたが失敗。これは鬼龍の密告のためで有り報復と口封じのため宮沢一族へ攻撃を加える。実は植物状態の娘がおり、龍星の心臓で蘇生させることが真の目的である。
スタンプ・ハウアー
古流武術に精通した特命捜査官。かつて悪魔王子を拘束していた過去から、彼から警戒されている。手負いながら熹一の打撃を回避し、一撃を加える実力者である。悪魔王子を追い、龍星、熹一とともにR国で開催されるホワイト・ナイト・バトルにエントリーする。
"新大統領"
米国新大統領。不動産業出身の強引な男、傲慢な大統領と評されている。R国との交渉に使うため悪魔王子の心臓をスペンサーから取り上げる。またかつての約束を反故にして龍星の心臓を奪うことを目論む。本作では任期を連続しない再選か明記されていない。

### R国関係者[6]
ボリス
リカルドを狙うため、悪魔王子と共に龍星達の前に現れたR国のエージェント。かつてR国大統領暗殺を謀り投獄されていた。驚異的な強度を誇る「ハイパー・ボーン」の持ち主。加えて鬼龍の指導で灘の防御技も会得している。吉祥寺西公園で熹一と対戦、塊貫拳・精髄破滅拳に耐えるタフネスさを見せるが力及ばず倒された。
当初は大統領に恨みを抱いていたが、ヨシフに妻を強姦の果てに殺害されたことを知ると、彼に標的を定める。龍星と悪魔王子の御前試合のどさくさに紛れてヨシフを撲殺することに成功するも、R国工作員に銃撃され死亡する。
ヨシフ・カデンスキー
"白鯨"の異名を持つ民間軍事会社ヴィクトル・グループ総帥。米国とのパイプを持つ鬼龍と協力関係にあるが、裏では互いに牽制し合っている。かつてボリスの妻を強姦し殺害したことで恨みを抱かれている。独断でUK国への侵略戦争を主導したため、大統領から危険視されている。
サーシャ
ホワイト・ナイト・バトル1回戦での龍星の対戦相手。薬物中毒の母親から生まれた先天的な薬物中毒者であり、常人を遙かに上回る怪力を持っている。母はヨシフの愛人でも有るが、息子とは認められていない。
"あの男"
R国大統領。当初鬼龍やボリスの標的とされていたが実は結託しており、力を持ち過ぎ危険視していたヨシフの粛清を行う。
マフマドベコフ
ベラルーシの武器商人。龍星のガルシア心臓を奪うためドラゴン・ラッシュを主催。当初悪魔王子と連携していたが龍星を倒した後は彼の心臓も奪う予定だった。このことは悪魔王子に見透かされており、彼と通じたキャプテン・マッスルに謀殺される。
キャプテン・マッスル
マフマドベコフの腹心で本名はメルニチェンコ。怪物のマスクをかぶり、世界中の野蛮人を龍星にけしかける。
悪魔王子から幻魔拳を受けており、幻魔の除去を引き換えに組織を裏切る。その後リカルドによって幻魔を除去されたので悪魔王子を裏切り毒殺を図る。しかしそれは悪魔王子の心臓覚醒を促すことにつながった。
共産党高官の御曹司であり、ソ連崩壊までは豊かな生活をしていた。

### その他の人物
水木 喜太郎（みずき きたろう）
鬼龍に恨みを持つ御曹司。妻に暴力を振るっていたため鬼龍に寝取られ、制裁として顔の左半分を破壊された。その復讐のためボルキアや傭兵を雇い、龍星を拉致して鬼龍をおびき寄せようとしたが、鬼龍に代わって現れた静虎に制圧・威圧され、復讐を断念した。
田代 トオル（たしろ トオル）
幼少期の姫次と顔見知りだった男子大学生。姫次を含む男児数人に性犯罪を繰り返していた。10年前、新しく目をつけた男児を弄ぼうとしていたところを背後から姫次に滅多刺しにされ、殺害された。享年21。
田代（たしろ）
トオルの母親。トオルを殺害されたショックで精神を病み、病院へ入院していた。10年前、親戚に成りすまして面会に訪れた活一郎に、息子の性犯罪と自分がその事実から目を背けていることを糾弾され、自ら命を絶った。初期の描写では現在も生きており姫次に憎悪していた。

## 書誌情報
- 猿渡哲也『TOUGH 龍を継ぐ男』集英社〈ヤングジャンプ・コミック〉、既刊34巻（2025年5月19日現在）
  1. 2016年5月19日発売[8]、ISBN 978-4-08-890532-7
  2. 2016年8月19日発売[9]、ISBN 978-4-08-890533-4
  3. 2016年12月19日発売[10]、ISBN 978-4-08-890534-1
  4. 2017年3月17日発売[11]、ISBN 978-4-08-890673-7
  5. 2017年6月19日発売[12]、ISBN 978-4-08-890720-8
  6. 2017年9月19日発売[13]、ISBN 978-4-08-890773-4
  7. 2017年12月19日発売[14]、ISBN 978-4-08-890837-3
  8. 2018年3月19日発売[15]、ISBN 978-4-08-890892-2
  9. 2018年6月19日発売[16]、ISBN 978-4-08-891060-4
  10. 2018年9月19日発売[17]、ISBN 978-4-08-891109-0
  11. 2018年12月19日発売[18]、ISBN 978-4-08-891161-8
  12. 2019年3月19日発売[19]、ISBN 978-4-08-891246-2
  13. 2019年6月19日発売[20]、ISBN 978-4-08-891338-4
  14. 2019年9月19日発売[21]、ISBN 978-4-08-891376-6
  15. 2019年12月19日発売[22]、ISBN 978-4-08-891452-7
  16. 2020年3月19日発売[23]、ISBN 978-4-08-891526-5
  17. 2020年7月17日発売[24]、ISBN 978-4-08-891596-8
  18. 2020年10月16日発売[25]、ISBN 978-4-08-891663-7
  19. 2021年1月19日発売[26]、ISBN 978-4-08-891810-5
  20. 2021年4月19日発売[27]、ISBN 978-4-08-891849-5
  21. 2021年8月18日発売[28]、ISBN 978-4-08-892068-9
  22. 2021年11月19日発売[29]、ISBN 978-4-08-892157-0
  23. 2022年2月18日発売[30]、ISBN 978-4-08-892238-6
  24. 2022年5月18日発売[31]、ISBN 978-4-08-892327-7
  25. 2022年8月19日発売[32]、ISBN 978-4-08-892418-2
  26. 2022年12月19日発売[33]、ISBN 978-4-08-892521-9
  27. 2023年3月17日発売[34]、ISBN 978-4-08-892648-3
  28. 2023年7月17日発売[35]、ISBN 978-4-08-892849-4
  29. 2023年11月17日発売[36]、ISBN 978-4-08-893064-0
  30. 2024年2月19日発売[37]、ISBN 978-4-08-893194-4
  31. 2024年6月19日発売[38]、ISBN 978-4-08-893371-9
  32. 2024年10月18日発売[39]、ISBN 978-4-08-893491-4
  33. 2025年2月18日発売[40]、ISBN 978-4-08-893578-2
  34. 2025年5月19日発売[41]、ISBN 978-4-08-893733-5

## 番外編
タフ番外編 柔の章（2021年8月18日）
TOUGHの登場人物の帯刀右近が登場する。